# Phyllopertha zea
Phyllopertha zea är en skalbaggsart som beskrevs av Edmund Reitter 1903. Phyllopertha zea ingår i släktet Phyllopertha och familjen Rutelidae. Inga underarter finns listade i Catalogue of Life.